# وسائل التواصل الاجتماعي في الانتخابات الرئاسية الأمريكية 2016

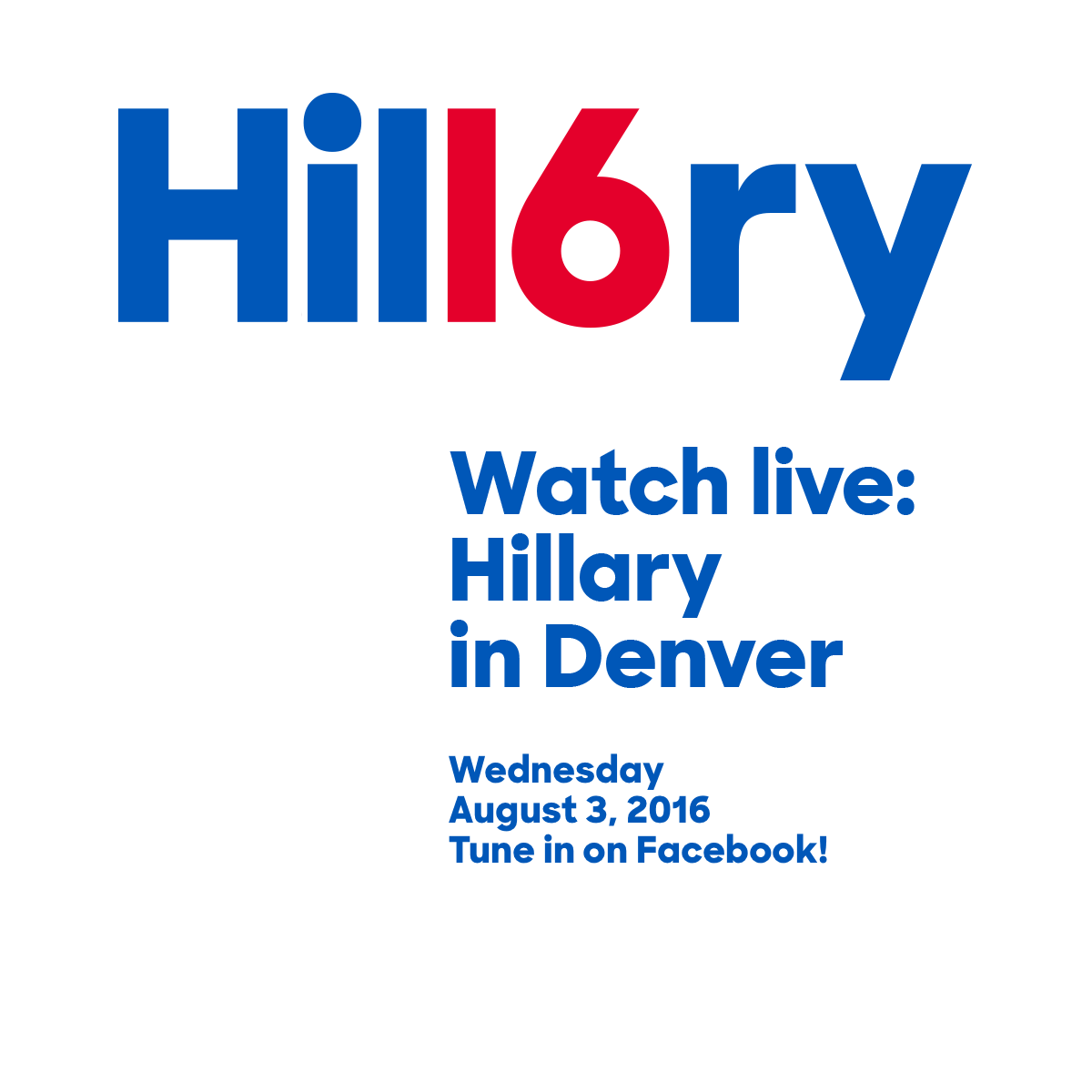

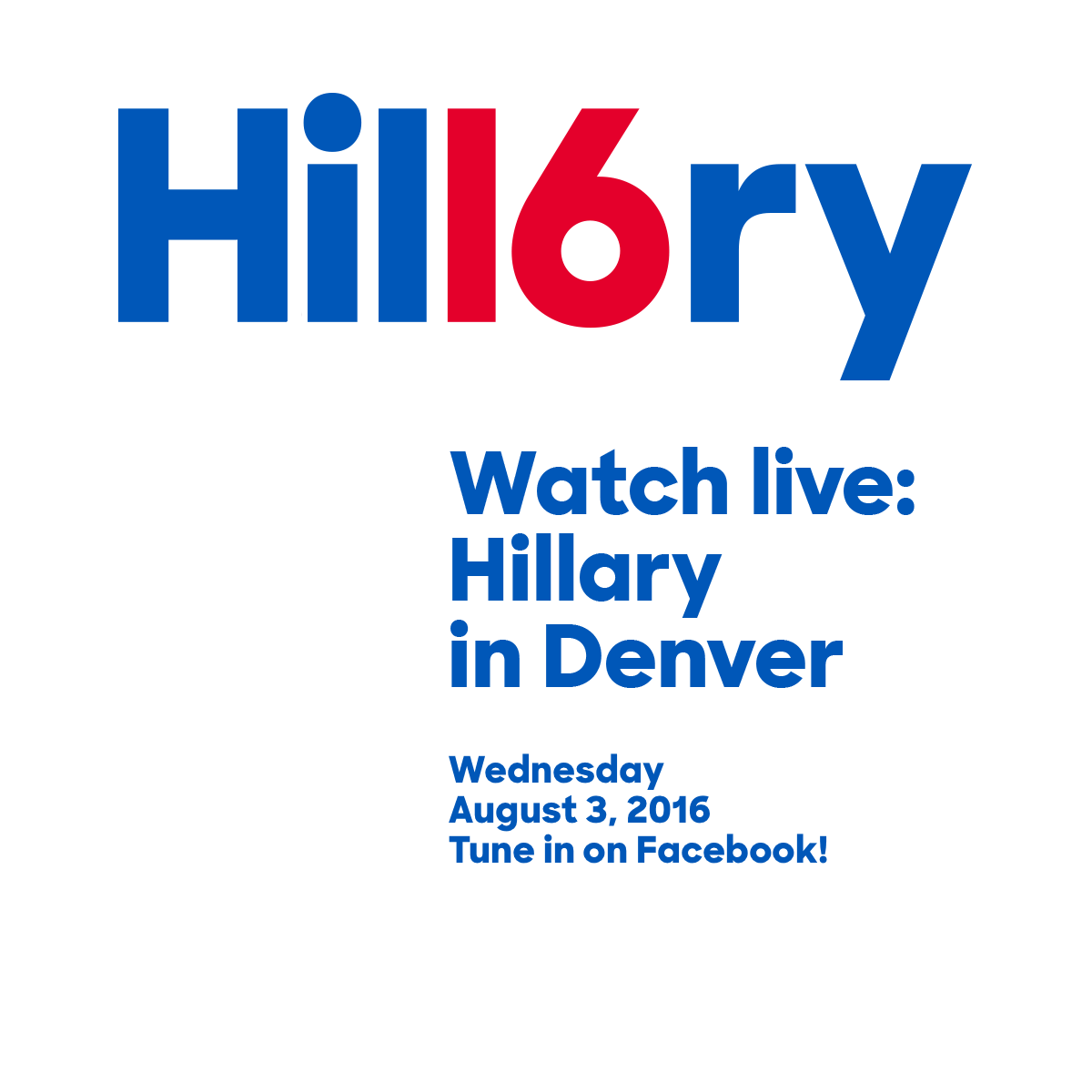
إعلان لمتابعة حلقة: هيلاري كلينتون في دنفر - 2016

كان لوسائل التواصل الاجتماعي دور بارز في تشكيل مسار الأحداث التي سبقت الانتخابات الرئاسية الأمريكية لعام 2016 وما حدث خلالها وبعدها. مكّنت الأشخاص من التفاعل على نحو أكبر مع المناخ السياسي والخلافات والأخبار المتعلقة بالمرشحين. خلافًا للمنصات الإخبارية التقليدية، كالصحف والراديو والمجلات، منحت وسائل التواصل الاجتماعي الأشخاص إمكانية التعليق على إعلانات المرشحين أو أخبارهم أو المقالات المتعلقة بسياستهم. فتحت الطريق كذلك أمام تكوين الآراء الشخصية في المنتديات والمواقع العامة وسمحت بتفاعل أكبر بين الناخبين. ساهمت القدرة على الوصول إلى المعلومات عبر الإنترنت في تمكين المزيد من الناخبين من تثقيف أنفسهم بشأن مواقف المرشحين إزاء القضايا، ما مكنهم بدوره من تكوين آراء شخصية حول المرشحين والتصويت على تلك الآراء، وكان لذلك أثر على نتيجة الانتخابات.
استفاد معظم المرشحين من حسابات وسائل التواصل الاجتماعي المتعددة على العديد من المنصات، مثل يوتيوب وفيس بوك وتويتر وإنستغرام وسناب تشات. استخدم المرشحون مجموعة متنوعة من التقنيات لتشويه سمعة خصومهم وكسب التأييد، وذلك اعتمادًا على البنية الرقمية لكل منصة. مقابل ذلك، بإمكان مستخدمي تلك المنصات مشاركة ما يفعله المرشحون أو الإعجاب به أو التعليق عليه، ما يعزز توعية المرشحين. بالتالي، أصبح للمرشحين والمستخدمين أثر على تغيير آراء الأشخاص إزاء قضية معينة.
بعد الانتخابات، خضعت شركتا فيس بوك وكامبريدج أناليتيكا إلى تحقيق حول جمع البيانات الشخصية على وسائل التواصل الاجتماعي واستخدامها بغرض الترويج السياسي، ما أسفر في النهاية عن إجراء تصفية لكامبريدج أناليتيكا وخضوع الرئيس التنفيذي لشركة فيس بوك، مارك زوكربيرغ، للشهادة أمام الكونغرس. أُجري كذلك تحقيق منفصل بشأن التدخل الروسي في الانتخابات، واختُتم بالإشارة إلى أن وكالات المخابرات الروسية أنشأت حسابات مزيفة على وسائل التواصل الاجتماعي واشترت العديد من الإعلانات الترويجية على مختلف مواقع التواصل الاجتماعي بغرض التأثير على الانتخابات لصالح المرشح الفائز دونالد ترامب. أثار ذلك بدوره جدلًا عالميًا حول نشر أخبار كاذبة عبر الإنترنت، واعتمدت العديد من مواقع التواصل الاجتماعي سياسات جديدة بشأن هذه المسألة لانتخابات عام 2020.

## خلفية
تزامنًا مع بدء الحملة الانتخابية، افترض المحللون أن المرشحين سيستخدمون وسائل التواصل الاجتماعي بطرق جديدة قوية محتملة، نظرًا لانتشار تلك المواقع بمختلف أنواعها وما امتلكته من قدرة منذ الدورة الانتخابية الأخيرة. توقعت صحيفة وول ستريت جورنال أن الطريقة التي ستكون الأكثر شيوعًا تتمثل باستخدام إعلانات الحملة التي تستهدف الأفراد الذين يستخدمون البيانات المتاحة حديثًا. خلصت صحيفة ذا هيل السياسية إلى أن «تأثير وسائل الإعلام الاجتماعية في هذه الانتخابات الرئاسية أقوى مما كان عليه في أي وقت مضى، وأنها ستشكل الحملات الانتخابية خلال الأعوام المقبلة». أشارت صحيفة وول ستريت جورنال إلى أن «الإعلام التقليدي» والحزبين الديمقراطي والجمهوري فقدا «السيطرة» على الرأي العام في «الثورة الرقمية».
صرح فرانك سبيزر، المؤسس المشارك لمنصة سوشيال فلو، أن «هذه الانتخابات ستكون الأولى من نوعها على وسائل التواصل الاجتماعي». أضاف كذلك أنه قبل الانتخابات التمهيدية الرئاسية لعام 2016، لم تكن وسائل التواصل الاجتماعي سوى وسيلة تواصل مساعدة. أما في انتخابات عام 2016، أصبح بإمكان المرشحين نشر الرسائل على تلك المواقع وترك الأشخاص على وسائل التواصل الاجتماعي يتصرفون نيابة عنهم من خلال مشاركة تلك الرسائل فقط. لم يعد على المرشح إنفاق الكثير من الأموال للوصول إلى ملايين الأشخاص. رأى الاستراتيجي السياسي الجمهوري باتريك روفيني، خلال الدورة الانتخابية لعام 2012، أن المرشحين استخدموا وسائل التواصل الاجتماعي للإدلاء بتصريحات مختصرة أو إعادة التغريد أو شكر المتابعين. تمكن المرشحون من استخدام وسائل التواصل الاجتماعي للحصول على إعلانات مجانية من مؤيديهم.

## أبرز الحملات الانتخابية

### حملة دونالد ترامب
وظف ترامب منصات التواصل الاجتماعي خلال حملته الانتخابية، ولا سيما تويتر، للوصول إلى الناخبين. على النقيض من المرشحين الآخرين، ارتبطت منشورات ترامب على تويتر وفيس بوك بوسائل الإعلام عوضًا عن موقع الحملة ضمن إطار استراتيجيته التي استهدفت التأكيد على المظهر الإعلامي مقابل المتطوعين والتبرعات. بناءً على البيانات التي جمعها مركز بيو للأبحاث، بلغت نسبة تغريدات ترامب التي أعاد عامة الناس نشرها نسبة 78%، خلافًا للمنافذ الإخبارية والمسؤولين الحكوميين. حصل استخدام ترامب المتميز لوسائل التواصل الاجتماعي مقارنة بالمرشحين الآخرين على اهتمام نقدي، إذ استغل منصة تويتر للرد السريع على خصومه والتغريد عن موقفه بشأن القضايا المختلفة. قبل إعلانه مرشحًا رسميًا للحزب الجمهوري خلال المؤتمر الوطني للحزب الجمهوري لعام 2016، هاجم ترامب في العديد من تغريداته زملائه المرشحين الجمهوريين عندما ارتفعت أرقام استطلاعاتهم. عمد ترامب إلى استخدام منصة تويتر كثيرًا أثناء الانتخابات الرئاسية لعام 2016 وبعدها، مشيرًا إلى أن وسائل التواصل الاجتماعي ساهمت في فوزه بالانتخابات التمهيدية والعامة، على الرغم من أن خصومه أنفقوا «أموالًا أكثر مقارنة بما أنفقه». أشارت مجلة سلايت إلى أن نجاح ترامب يُعزى إلى أنه أبقى على «حماسه الفظ وترجمه إلى الساحة السياسية»، ووصفت صحيفة واشنطن بوست حسابه على تويتر بأنه «غزير الإنتاج وشعبوي ومليء بالهوس بالنفس». بعد فوزه في الانتخابات، واصل ترامب النشر على منصة تويتر طوال فترة رئاسته، إلى أن جرى تعليق حسابه الشخصي على تويتر «بسبب تزايد خطر التحريض على العنف» في 9 يناير 2021، في ظل الهجوم لذي تعرض الكابيتول الأمريكي له.
استغلت حملة ترامب الرئاسية أعدادًا كبيرة من المؤيدين الذين نشطوا على وسائل التواصل الاجتماعي منذ بداية الحملة. في 6 أغسطس 2015، خلال مناظرة الحزب الجمهوري الرئاسية الأولى، سأل رئيس الجلسة المرشح جيب بوش عما إذا كان مساندًا لبيان صدر في أبريل الماضي مفاده أن الدخول غير القانوني إلى الولايات المتحدة والذي يمارسه المهاجرين غير الشرعيين هو مجرد «بادرة حب»، رد عليه بوش أنه مؤيد لذلك. عقب ذلك مباشرة، نشرت حملة ترامب تعليقه في إطار مقطع فيديو يظهر لقطات لمهاجرين غير شرعيين ارتكبوا جرائم عنيفة في الولايات المتحدة، مع لقطات لبوش وهو يعبر عن رأيه. وفقًا لإريك فيرنستروم، المحلل السياسي والاستراتيجي الإعلامي، شكّل ذلك الفيديو نقطة تحول حاسمة في حملة ترشيح الحزب الجمهوري. اعتبر المحلل السياسي مايكل بارون إعلان ترشيح ترامب لحظة مهمة في صعوده السياسي. وصفت صحيفة سان فرانسيسكو كرونيكل الإعلان بالمحوري وأنه سيساهم في تحويل إنستغرام من تطبيق شخصي لمشاركة الصور يستخدمه بعض المشاهير والسياسيين لتحسين صورهم، إلى وسيلة دعائية.
بين يونيو 2015 ونوفمبر 2016، شرع أنصار دونالد ترامب ومعارضي هيلاري كلينتون بحملة على الإنترنت في محاولة للتأثير على الانتخابات. خلال تلك الفترة، أجرى مستخدمو وسائل التواصل الاجتماعي، ولا سيما موقعي ريديت وفورتشان، العديد من «العمليات» التي هدفت إلى التأثير على الرأي العام بتوظيف صور الميم والمنشورات ووسائل الإعلام عبر الإنترنت. أطلق البعض على هذا الصراع الذي نشأ على شبكة الإنترنت نتيجة هذه الحملة اسم «حرب الميم العظمى».